# Kis farontólepke

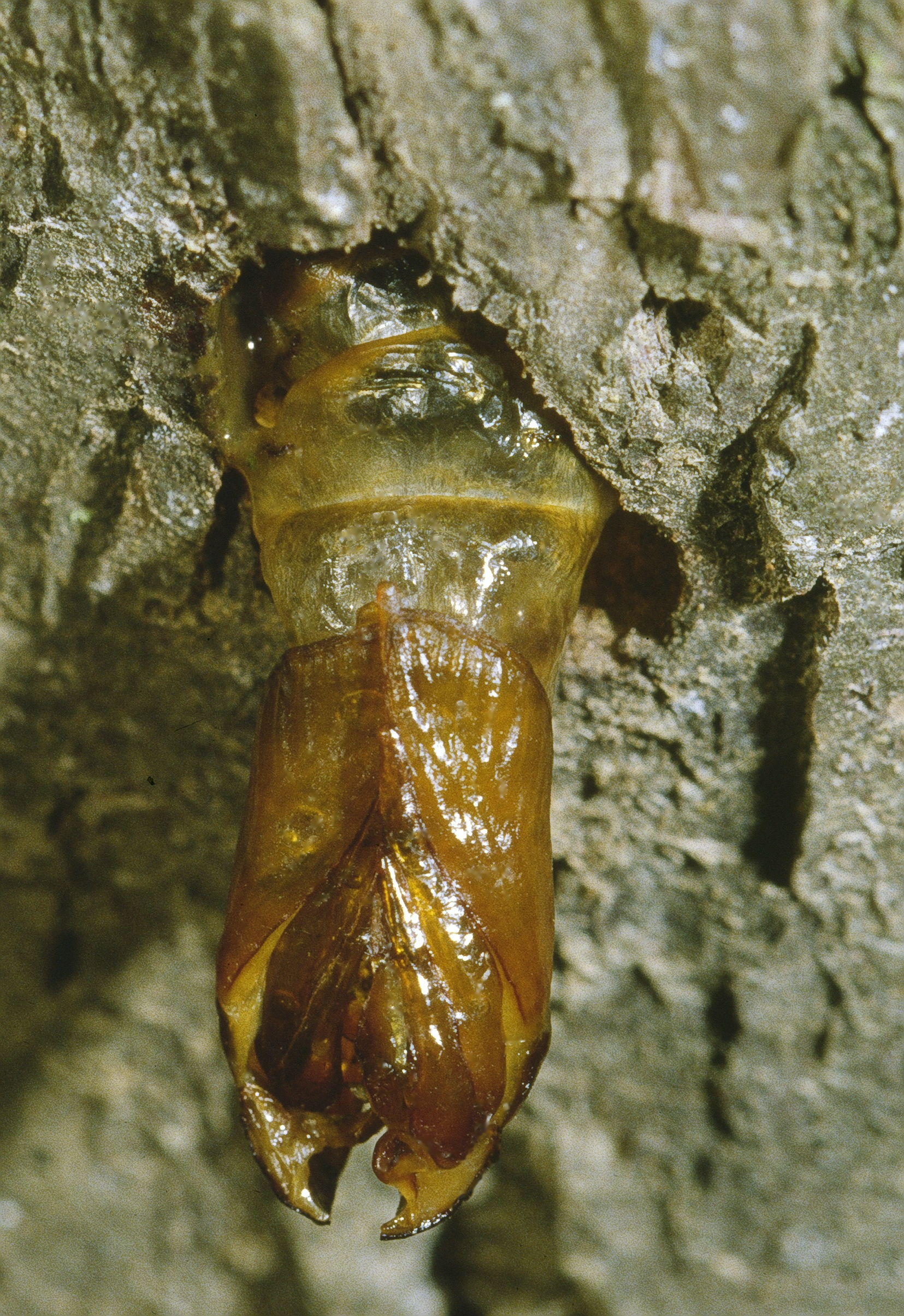
Kis farontó lepke kitolt bábja

A kis farontó lepke, kis farágólepke vagy almafarontó lepke (Zeuzera pyrina) a valódi lepkék (Glossata) alrendjébe tartozó farontó lepkefélék (Cossidae) családjának a Kárpát-medencében is honos faja.

## Elterjedése, élőhelye
Ez az eurázsiai faj a Kárpát-medencében mindenhol gyakori, és nemcsak Európában, de Ázsiában és Észak-Afrikában is jelentős kártevő. Dél-Afrikába és Észak-Amerikába úgy hurcolták be, és mindkét helyen meghonosodott; Észak-Amerika egész atlanti partvidékén jelentős kártevővé vált.

## Megjelenése
Fehér alapszínű szárnyait sűrű szürkés-kékes foltok tarkázzák. A szárny fesztávolsága 30–90 mm.

## Életmódja
Egy-egy nemzedéke két év alatt fejlődik ki úgy, hogy mindkétszer a hernyó telel át. A második tél után a hernyók május–júniusban, a károsított fában bábozódnak. A lepkék nyáron (június–júliusban), éjszaka rajzanak. Keveset mozognak, de a mesterséges fény vonzza őket.
Petéiket egyesével helyezik el az ágvillákban és a hajtások tövében.
A hernyó polifág, de leginkább az almafát és az orgonát kedveli. Megjelenhet még a következő gyümölcsfákban, illetve bogyós gyümölcsökben:
- körte
- dió
- birs
- málna
- egres

A nagy farontólepkétől eltérően ez a faj nem az öreg törzsekben, hanem a fiatal fák törzsében és vastagabb ágaiban él. A károsított részek könnyen törnek. Faiskolában az almafákat többnyire a talajhoz közel, 5–15 cm magasságban károsítja, és ezt nehéz észrevenni. A hernyó ezekre a helyekre többnyire a sebhelyeken, az oldalhajtások eltávolításának nyomain rágja be magát.

## Képgaléria
|  |  |  |

## Külső hivatkozások
- Mészáros Zoltán – Szabóky Csaba: A magyarországi molylepkék gyakorlati albuma. Budapest: Agroinform. 2005.  arch Hozzáférés: 2018. április 6. (PDF)